# Traductions de la Bible en moyen anglais

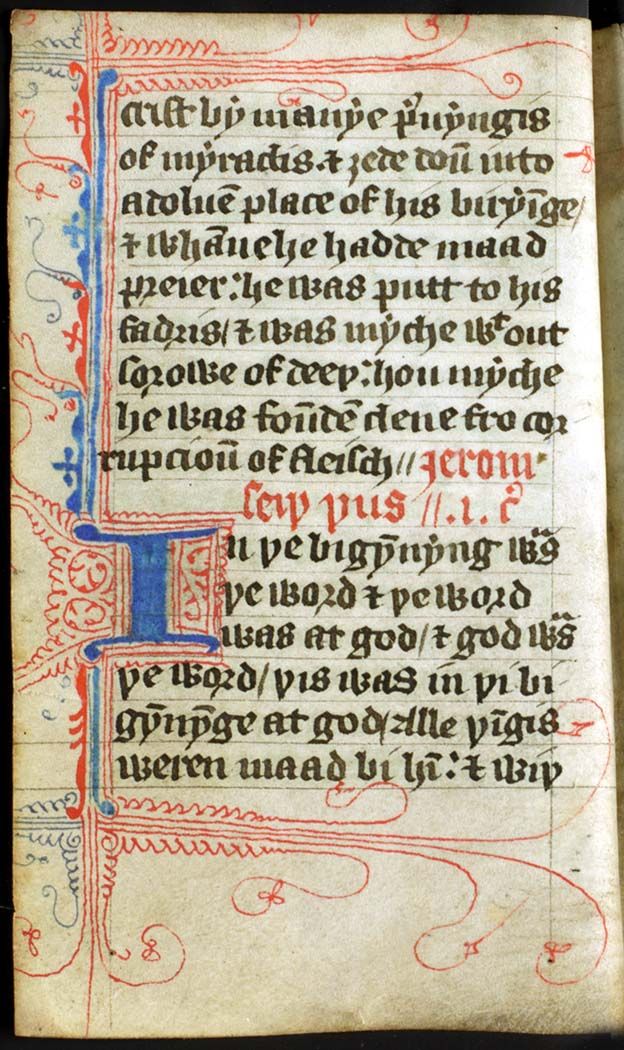
Première page de l'évangile de Jean dans la Bible de Wyclif, principale traduction de la Bible en moyen anglais.

Les traductions de la Bible en moyen anglais (1066-1500) sont celles réalisées pendant la période dite du moyen anglais, qui commence par la conquête normande et se termine vers 1500. Cette période n'a pas été très fertile en traductions de la Bible, à l'exception notable de la Bible de Wyclif. La littérature de langue anglaise était en effet limitée à cette époque par le fait que le français était la langue de l'élite britannique et que le latin était la langue littéraire généralisée en Europe.

## Premières traductions partielles
L'Ormulum, œuvre du moine augustin Orm qui vivait dans le Lincolnshire vers 1150, comprend des traductions partielles et des paraphrases de certaines parties des évangiles et des actes des apôtres du latin dans le dialecte des Midlands de l'Est . Le manuscrit est écrit dans une métrique poétique iambique septenaire. 
Échantillon de l'Ormulum (Luc 1: 5): 
| An preost wass onn Herodess daȝȝ Amang Judisskenn þeode, & he wass, wiss to fulle soþ, Ȝehatenn Zacariȝe, & haffde an duhhtiȝ wif, þhat wass, Off Aaroness dohhtress; & ȝho wass, wiss to fulle soþ, Elysabæþ ȝehatenn. |
Des traductions de nombreux passages bibliques sont incluses dans le Cursor Mundi, écrit vers 1300. 
Richard Rolle de Hampole était un ermite éduqué à Oxford et un auteur religieux. Au début du XIVe siècle, il a produit des gloses anglaises du texte de la Bible latine, y compris les psaumes. Rolle a traduit les Psaumes dans un dialecte anglais du nord, mais des copies ultérieures ont été écrites dans des dialectes anglais du sud. 
À peu près au même moment, un auteur anonyme de la région des Midlands de l'Ouest produit une autre glose des Psaumes complets - les Psaumes de West Midland,. 
Dans les premières années du XIVe siècle, une version française du Livre de l'Apocalypse a été traduite en anglais par un traducteur anonyme. 

## La Bible de Wyclif
À la fin du XIVe siècle, de 1380 à 1395 paraît la première Bible complète en anglais - souvent appelée la Bible de Wycliff.  On pense qu'une grande partie de l'Ancien Testament a en fait été traduite par Nicholas Hereford. Il en existe deux formes principales, un rendu original très littéral, appelé Early Version, souvent abrégé EV, et une révision de celui-ci, faite dans un style plus idiomatique à la fin du XIVe siècle, peut-être par John Purvey, appelée Later Version, ou LV.
Échantillon de la traduction de Wycliffe: 

« Be not youre herte affraied, ne drede it. Ye bileuen in god, and bileue ye in me. In the hous of my fadir ben many dwellyngis: if ony thing lasse I hadde seid to you, for I go to make redi to you a place. And if I go and make redi to you a place, eftsone I come and I schal take you to my silf, that where I am, ye be. And whidir I go ye witen: and ye witen the wey. (John 14:1-4) »

Une trentaine d'exemplaires de la EV survivent, malgré le fait qu'elle ait été interdite par la suite. En effet, dès l'époque du roi Richard II jusqu'à l'époque de la Réforme anglaise, des Anglais qui avaient lu cette Bible en anglais dè sa parution ont formé un mouvement de contestation sociale et religieuse, les Lollards, qui a fait l'objet d'une répression par les autorités. La LV, également interdite, est devenue encore plus populaire. Il en subsiste environ 130 exemplaires, dont certains appartenant à la famille royale britannique. Toutes les copies datées sont datées d'avant l'interdiction, ce qui explique qu'elles aient pu continuer à circuler. 
En effet, la Bible de Wyclif était entièrement conforme à l'enseignement catholique, et était à juste titre considérée comme une traduction catholique non autorisée du texte de la Vulgate. Les ecclésiastiques pouvaient dès lors croire en toute bonne foi disposer d'une traduction anonyme antérieure à la Bible de Wyclif. Cette Bible est ainsi l'ouvrage en anglais le plus populaire du Moyen Âge, fréquemment consulté pour aider à comprendre les lectures des Écritures à la messe du dimanche. Le mouvement Lollard se l'est appropriée et y a trouvé matière à étayer ses principales revendications telles que l'abolition du célibat des prêtres, de la transsubstantiation, des prières pour les morts, des offrandes faites aux images, de la confession et de plusieurs autres pratiques considérées comme des abus de l’Église catholique romaine. 
Lors de la répression des révoltes des Lollards, le Concile de 1408 n'a pas interdit les traductions de la Bible à proprement parler, mais il a exigé qu'elles soient approuvées par l'évêque ordinaire. Ce n'est qu'au début du XVIe siècle, dans les années précédant la Réforme, que les traductions anglaises de la Bible seront véritablement interdites.

## Traductions partielles ultérieures
William Caxton a traduit de nombreux récits bibliques et passages du français, produisant la Légende dorée (1483) et Le livre du chevalier dans la tour (1484). Il a également imprimé Le miroir de la vie bénie de Jésus-Christ par Pseudo-Bonaventure, traduit par Nicholas Love, OCart . 

## Postérité
Toutes les traductions de cette période étaient basées sur des textes latins ou français. Les textes grecs et hébreux n'étaient pas encore disponibles comme ils allaient l'être à l'époque moderne. Ces traductions, bien que parfois assez largement diffusées, n'ont eu que peu d'influence sur les traductions ultérieures. 
C'est en effet à la Renaissance, sous l'influence d'Érasme et de ses pairs, que se situe le retour à l'étude des textes bibliques dans les langues originales : le grec et l'hébreu. Au début du XVIe siècle, Érasme publiera en un seul volume les textes grecs des livres du Nouveau Testament et republia des éditions plus précises de ce volume jusqu'à sa mort. Le commentaire d’Érasme et finalement la réécriture d'un Nouveau Testament latin (avant de publier le Nouveau Testament grec en un seul volume) a contesté l'autorité de la Vulgate latine. Par ailleurs, la diffusion de ces connaissances va se trouver grandement facilitée par l'invention, en 1455, de l'imprimerie à caractères mobiles par Gutenberg.  
Ces développements ouvrent la voie à une période plus fertile pour les traductions anglaises au cours de la période de l'anglais moderne.

## Voir également
- John Wyclif
- Traductions anglaises de la Bible